# Trichroa
Trichroa is een kevergeslacht uit de familie van de boktorren (Cerambycidae). De wetenschappelijke naam van het geslacht werd voor het eerst geldig gepubliceerd in 1894 door Fairmaire.

## Soorten
Trichroa is monotypisch en omvat slechts de volgende soort:
- Trichroa oberthueri (Fairmaire, 1892)